# Raychelle Burks
Raychelle Burks es una profesora asociada de química analítica en la American University en Washington D. C. y comunicadora científica, que ha aparecido regularmente en Science Channel. Recibió el premio Grady-Stack de la American Chemical Society 2020 por su excelencia en la comunicación de la ciencia al público.

## Educación
Burks desarrolló un interés en la química forense cuando tenía 12 años después de una excursión que presentó a los estudiantes un desafío de interacción científica, pidiéndoles que resolvieran un problema del mundo real utilizando la ciencia. Burks obtuvo su licenciatura en química en la Universidad del Norte de Iowa, su maestría en Ciencias Forenses en la Universidad Wesleyan de Nebraska y su doctorado en química de la Universidad de Nebraska - Lincoln, y fue investigadora asociada posdoctoral en el Doane College.

## Carrera e investigación
Burks se convirtió en profesora asistente de química en St. Edward's University en Austin, Texas en 2016, donde enseñó y realizó investigaciones hasta 2020. Luego se mudó a Washington D. C. para unirse a la facultad de American University como profesora asociada de química.
Su investigación actual se centra en el desarrollo de sensores colorimétricos de bajo costo para detectar productos químicos de interés forense, incluidos explosivos y drogas ilícitas. Para maximizar la portabilidad en el campo, su grupo se enfoca en transformar teléfonos inteligentes en dispositivos de detección. Sus intereses de investigación se encuentran en el dominio de las ciencias aplicadas, y cree que son adecuadas para captar y mantener la atención de los estudiantes porque están trabajando para resolver problemas del mundo real. Burks ha hablado sobre su enfoque de investigación interseccional para equipar a los estudiantes con el conocimiento técnico que necesitan para trabajar en estos desafíos del mundo real con el Intercambio de Ciencia, Tecnología e Innovación del Departamento de Defensa de los Estados Unidos.

### Divulgación científica
Burks es una comunicadora de ciencia popular que utiliza la cultura pop como un ancla para explorar la química. Apareció en Outrageous Acts of Science and Reactions del Science Channel, la serie de videos de la American Chemical Society. Ha aparecido en el podcast Inquiring Minds de Mother Jones para compartir cómo la química puede salvarte de un apocalipsis zombi y en el podcast The Story Collider con una historia de su tiempo trabajando en un laboratorio criminalístico. A principios de 2020, apareció en el podcast de NPR Short Wave en el episodio A Short Wave Guide to Good - and Bad - TV Forensics. Su escritura ha aparecido en Slate, The Washington Post, UNDARK y Chemistry World.
Burks también es una defensora de las mujeres y de los grupos subrepresentados en la ciencia, y habla de sus experiencias como mujer negra en STEM. Ella fundó la DIYSciZone en GeekGirlCon, reuniendo a científicos y educadores de ciencias para brindar a los asistentes a la convención experiencias prácticas con experimentos científicos. La mención para su premio Grady-Stack de la American Chemical Society decía: “Raychelle es una científica pública extraordinaria ... Ella inspira el amor por la química al llevar la química directamente a donde está su audiencia. Este compromiso directo, su compromiso de encontrar una química que pueda entretener e iluminar a las personas que normalmente no pensarían en la ciencia, es nada menos que fenomenal".
En 2020, Burks apareció en el Festival de Cine de Tribeca en la película "Picture a Scientist"

## Premios y honores
Sus premios y los honores incluyen:
- 2019 AAAS IF/THEN Ambassador[25]
- 2020 American Chemical Society Grady-Stack award por su excelencia en la divulgación científica[26]
- BBC Science Focus la nombró una de las seis mujeres que están cambiando la química en febrero de 2021[27]